# Rörvik, Norrtälje kommun
Rörvik är en bebyggelse vid västra stranden av Björköfjärden i Söderby-Karls socken i Norrtälje kommun. Från 2015 avgränsar SCB här en småort.